# Roi (chanson)
Pour les articles homonymes, voir ROI.
Singles de Bilal Hassani
Heaven With You (avec Anton Wick)
(2018)
Roi est une chanson du chanteur français Bilal Hassani, sortie le 4 janvier 2019. Il s'agit du 6e single solo de celui-ci. C'est également le premier extrait de Kingdom, le premier album de l'artiste, sorti le 26 avril 2019.
La chanson parle d’acceptation de soi.
Inscrit à Destination Eurovision 2019, le titre est sélectionné pour représenter la France au Concours Eurovision de la chanson 2019 à Tel Aviv en Israël. Il est co-écrit par le chanteur et le duo représentant de la France en 2018, Madame Monsieur. La chanson termine 16e lors de la finale du 18 mai 2019.
Commercialement, elle a atteint la 23e place du top fusionné français et est certifiée single d'or en avril 2020.

## Thème et composition
La chanson a été écrite et composée par Bilal Hassani et le duo français Madame Monsieur. Ce dernier avait représenté la France à l'Eurovision en 2018 à Lisbonne au Portugal. Medeline a également participé à la composition musicale du titre.
Un des thèmes de la chanson porte sur l'estime de soi. Dans une interview accordée au journal Le Parisien, l'artiste a indiqué que le titre portait sur ce qui faisait sa propre identité, avançant le côté unique de chacun. Le single porte aussi sur la question de la différence et sur le regard des autres. L'artiste dit que « certaines personnes peuvent avoir l'impression que je ne rentre pas dans leurs normes ». Le titre parle en quelque sorte des haters des réseaux sociaux, les personnes qui insultent le chanteur sur son physique, sa personnalité, sur son identité. Mais il parle également de son expérience personnelle, avant sa majorité. Il indique : « Roi, c'est un morceau qui fait ma force. » La chanson lui permet d'affirmer son identité, sa manière d'être. Bilal Hassani montre dans cette interview que sa chanson lui permet d'affirmer « je suis le roi de mon royaume ». Selon le chanteur, tout le monde peut s'affirmer en tant que roi ou reine. Le titre est donc très personnel, mais les juges de Destination Eurovision ont pointé le côté universel de la chanson. Selon plusieurs analyses, ce titre présente un message de tolérance, que Bilal Hassani défend,.

## Concours Eurovision de la chanson
Chansons représentant la France au Concours Eurovision de la chanson
Mercy
(2018) Mon alliée
(2020)

### Sélection
Bilal Hassani a indiqué qu'il regardait l'Eurovision depuis plusieurs années et, appréciant le concours, qu'il était intéressé pour une éventuelle participation. Le chanteur a participé à Destination Eurovision 2019, concours français visant à déterminer la chanson représentante de la France à l'Eurovision. Avant que la première demi-finale n'ait lieu, l'artiste est déclaré favori d'un sondage. Bilal Hassani a débuté la compétition le 12 janvier 2019, lors de la première demi-finale diffusée en direct sur France 2. Plébiscité à la fois par le public et par le jury international, il arrive premier du classement avec 115 points et se retrouve qualifié pour la finale. Après la demi-finale suivante, il est deuxième du classement des bookmakers. La finale se déroule le 26 janvier. Il arrive également en tête du classement général avec 200 points. Plus plébiscité par le public (150 points, 35% du vote du public et une première place au classement), il est arrivé cinquième du classement des jurés internationaux. Ainsi, la chanson est sélectionnée pour représenter la France au Concours Eurovision de la chanson 2019. Il succède ainsi au groupe Madame Monsieur et la chanson Mercy, qui avaient été sélectionnés lors de Destination Eurovision 2018.

### Concours
La France faisant partie du Big Five, le chanteur a interprété sa chanson directement lors de la finale de l'Eurovision le 18 mai 2019 à Tel Aviv en Israël, puisque la gagnante du concours de l'année précédente, Netta Barzilai, est originaire de ce pays. Le chanteur franco-israélien Amir Haddad, qui avait représenté la France en 2016, a précisé qu'il serait présent au concours pour soutenir Hassani.   

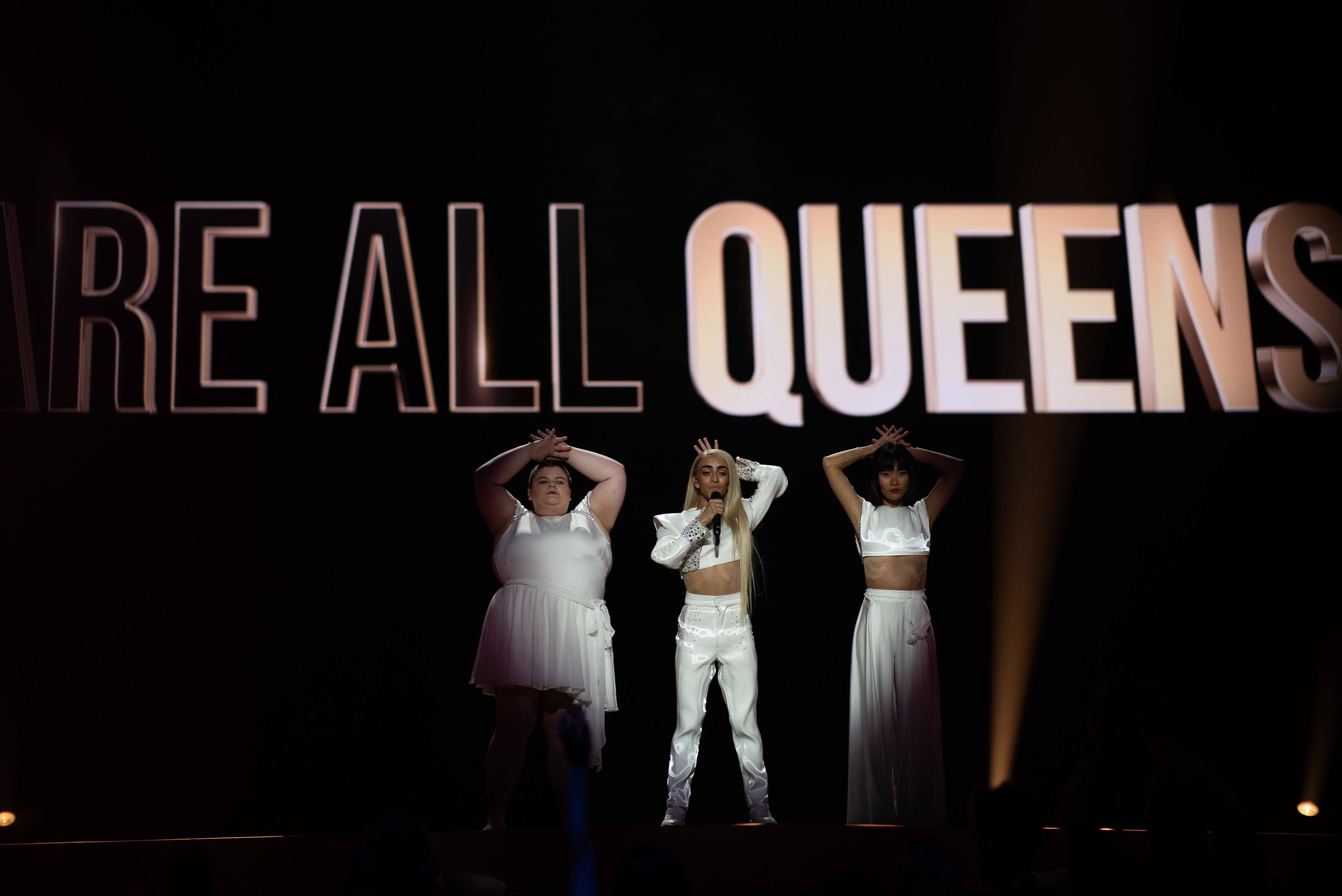
Le chanteur et les deux danseuses l'accompagnant lors d'une répétition.

Le chanteur a indiqué que sa prestation à l'Eurovision a été préparée pour surprendre les spectateurs, tout en rendant le message compréhensible, malgré la langue française présente dans la chanson. Il a également dit que le titre avait été revisité dans une nouvelle version adaptée pour la scène du concours,. Deux vidéos de la chaîne YouTube Eurovision Song Contest présentant chacune un extrait d'une répétition du chanteur sont publiées les 10 et 12 mai 2019. Au cours de la conférence de presse de l'Eurovision, le chanteur présente les deux danseuses qui l'accompagnent : Lizzy Howell, une danseuse de ballet connue des réseaux sociaux, et Lin Ching Lang, une taïwanaise. Lors de la répétition, on peut voir des phrases apparaître sur des écrans derrière Bilal Hassani et les danseuses (voir les illustrations ci-contre). Celles-ci sont des réponses aux critiques auxquelles les trois artistes ont fait face : Lizzy Howell a 16 ans et souffre de problèmes physiques et Lin Ching Lang est malentendante. Leurs parcours atypiques leur ont valu des critiques,,. On peut y voir « We are all kings »/« queens » qui signifie en anglais « Nous sommes tous/toutes des rois/reines ». À l'image de la troisième illustration, les artistes appellent à la « tolérance » face à la « différence ». Après la diffusion des vidéos, le chanteur est troisième du classement des bookmakers, qui font des prévisions sur les votes. Le 14 mai, il est classé cinquième par les bookmakers,.

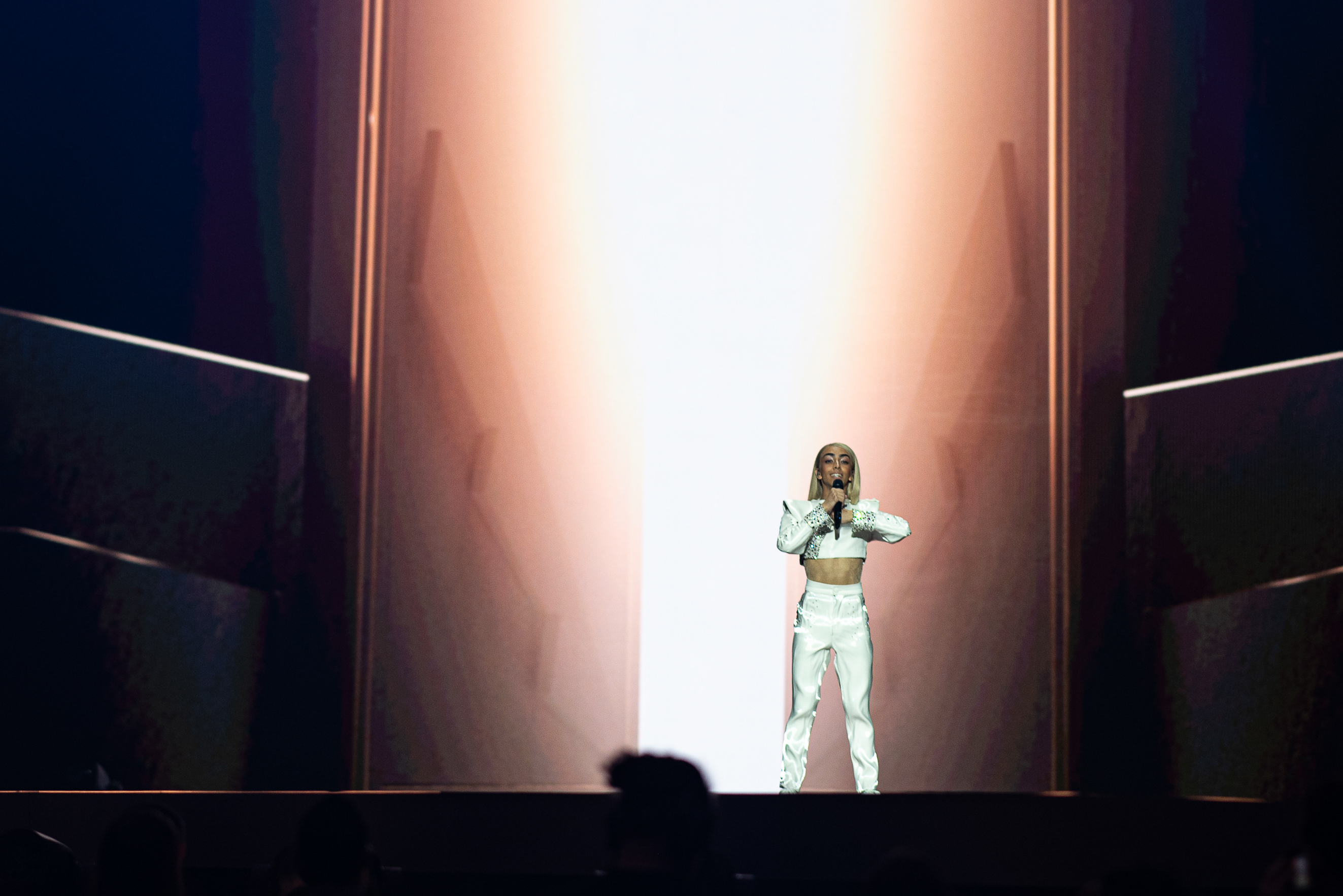
Répétition sur la scène de l'Eurovision le 17 mai 2019

Peu avant la diffusion en direct de la première demi-finale, le chanteur se produit sur la scène du Tel Aviv Convention Center. Un extrait de sa prestation est diffusé lors de la diffusion en direct. Un face mapping est utilisé au début de celle-ci,,. Il était prévu que le chanteur soit accompagné au chant par Émilie Satt, membre du duo Madame Monsieur, au cours de la prestation du 17 mai 2019, mais cela ne s'est finalement pas fait.

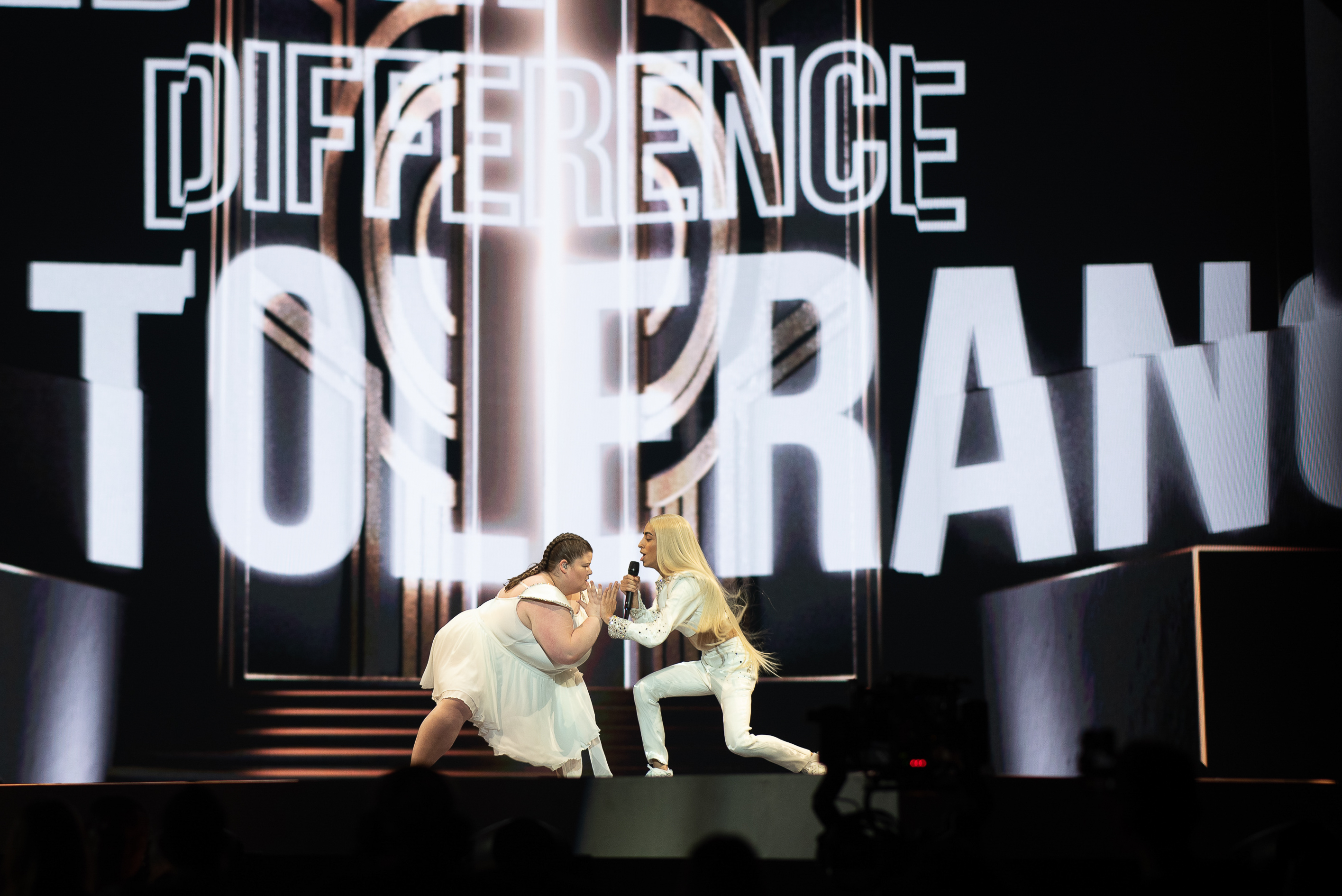
Décor en arrière-plan faisant référence au message donné par la chanson.

Lors de la finale, l'artiste passe à la 21e place. Le chanteur arrive quatorzième à l'issue de la finale. Une erreur a cependant changé le classement. Après recomptabilisation des votes, la chanson arrive seizième sur les 26 pays qualifiés avec 105 points, entre Sebi, le titre duo Zala Kralj & Gašper Šantl (Slovénie) et Ktheju tokës de Jonida Maliqi (Albanie). Si le chanteur français et le duo slovène ont eu le même nombre de points, la règle de l'Eurovision veut que si un score identique est atteint, le pays ayant reçu le plus de points au télévote l'emporte. À titre de comparaison, le titre Mercy de Madame Monsieur était arrivé treizième (173 points) en 2018 et Requiem d'Alma avait atteint la douzième place (135 points) en 2017. C'est le chanteur Duncan Laurence avec sa chanson Arcade qui est arrivé en tête du classement en 2019 (498 points),,. Pour ce qui est du détail des votes, c'est la Belgique qui a donné le plus de points à la chanson (10 par le public et 8 par le jury), mais c'est le jury australien qui a donné le plus de points à la France avec 10 unités. Le titre a ainsi reçu 67 points du vote des jurés (13e) et 38 du public (18e).
Le chanteur a indiqué ne pas être déçu du résultat et qu'il n'avait pas de regrets.

## Accueil

### Accueil critique

#### Critique musicale
Selon le site web musical Pure Charts, la chanson contient un bon refrain. Il indique également que le titre est une « ballade classique mais intense ». Pour l'auteur de l'article, le single est adapté à un concours comme l'Eurovision. La vidéo de la prestation du chanteur lors de la première demi-finale est apprécié par l'auteur. Mais il pointe le fait que, selon lui, le face mapping utilisé n'est pas réussi.
Au cours de la première demi-finale, le chanteur français Christophe Willem, juré francophone de l'émission, a réalisé une critique de la chanson. Il a indiqué avoir apprécié la chanson mais avoir été déçu par certains aspects, pointant un manque d'originalité. Cette analyse a été mal perçue par des internautes. Deux semaines plus tard, le juré a indiqué que cette critique se voulait constructive et a revu son analyse de la chanson,.
Philippe Manœuvre, journaliste français et ancien juré du télé-crochet Nouvelle Star, a émis des critiques autour de la chanson et de l'artiste. Il a également précisé qu'il n'appréciait plus le concept des télé-crochets (Bilal Hassani a participé à The Voice Kids). Le journaliste a critiqué la sélection de chansons de l'émission Destination Eurovision et le concours européen, notamment en indiquant : « n'allez pas chercher la créativité à l'Eurovision ». Face à cette critique, Bilal Hassani a défendu le concours et rectifié certains propos du journaliste. Des fans, ainsi que Madame Monsieur, ont également réagi contre les propos de Philippe Manœuvre.

#### Polémiques

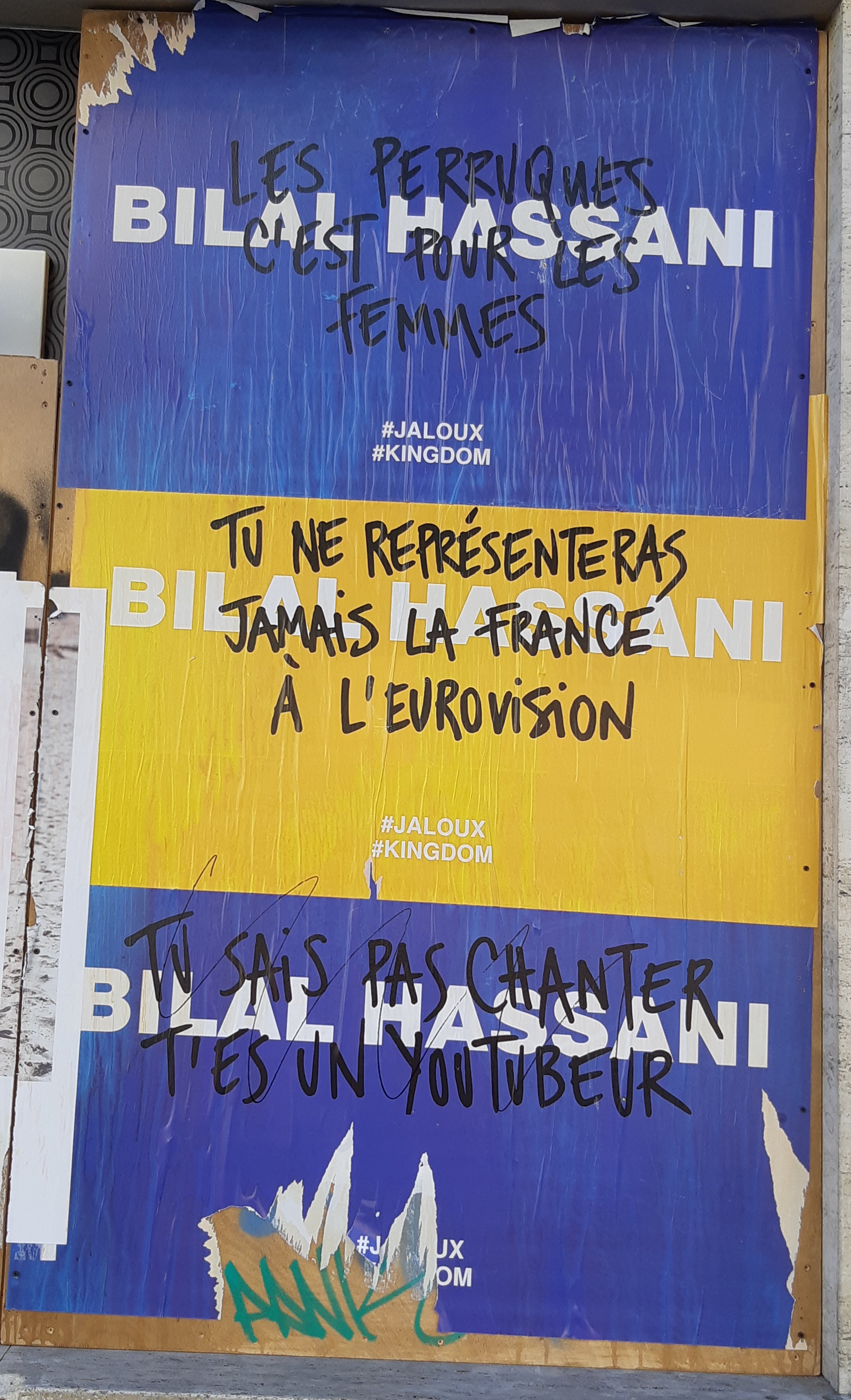
Affiches promotionnelles annonçant le single Jaloux, référence aux polémiques.

Le lendemain de la finale de Destination Eurovision, plus de 1 500 messages homophobes ont été publiés sur les réseaux sociaux à l'encontre du chanteur, selon l'association Urgence Homophobie. Celle-ci a décidé de porter plainte,. L'artiste a fait de même le 29 janvier.
Un ancien tweet de 2014, provenant du compte Twitter du chanteur a été retrouvé. Dans celui-ci, il est indiqué « le crime contre l'humanité vient d'Israël ». Bilal Hassani a répondu que plusieurs personnes avaient accès à son compte à cette époque et que ce tweet n'était pas de son fait.
Le 2 février 2019, le sénateur Henri Leroy envoie des lettres aux jurés français de Destination Eurovision André Manoukian, Vitaa et Christophe Willem, appelant à écarter Bilal Hassani du concours européen. L'homme politique accuse le chanteur de s'être moqué « des attentats de Paris qui ont fait de très nombreuses victimes ». L'artiste a effectivement publié une vidéo après la victoire de la France lors de la Coupe du monde 2018, où il dit avec d'autres personnes : « Attentats par ci, attentats par là ». Bilal Hassani a tenu à s'expliquer en indiquant qu'une vidéo de ce genre avait été réalisée avant et qu'il l'avait reprise, comme d'autres personnes. Il voulait selon ses dires montrer qu'il y avait enfin une bonne nouvelle après les nombreux attentats qu'a subi la France,.
Le chanteur s'est expliqué après ces polémiques et a indiqué « ces accusations sont extrêmement blessantes ». Lors de l'émission Clique Dimanche du 3 février 2019, la chanteuse française Aya Nakamura a été questionnée à propos des polémiques autour de Bilal Hassani. Ce dernier avait repris une chanson de l'artiste, Djadja. Aya Nakamura a défendu le chanteur en indiquant « Je ne comprends pas toute la haine qu'il peut y avoir autour de lui ». Elle lui a également apporté son soutien pour l'Eurovision : « Il représente la France et on ne peut que le soutenir ».
Une autre polémique intervient mi-février, concernant cette fois, la participation même de la France à l'Eurovision 2019. Déjà inquiétée par un appel au boycott de son émission, la chaîne israélienne Kan, qui diffuse l'Eurovision en Israël, a dû faire face à de nouvelles accusations. Si les premières concernaient le conflit israélo-palestinien, celles-ci sont au sujet de Bilal Hassani. La chaîne israélienne devrait diffuser une série humoristique sur l'Eurovision, 12 points où le chanteur est présenté comme un « terroriste de Daech déguisé en homosexuel ». Le site web israélien Ynet News affirme qu'après l'annonce de la diffusion de la série, France Télévisions aurait menacé de boycotter à son tour l'Eurovision. Le groupe a indiqué qu'il comptait sur l'UER pour trouver un accord, mais n'a pas parlé de boycotter le concours à Tel Aviv,.
Face à ces réactions, le chanteur dévoile la chanson Jaloux à la fin du mois de mars 2019,.

### Accueil commercial
Roi est le 1er single du chanteur à atteindre des classements musicaux officiels.

#### En France
En France, le single sort le 4 janvier 2019. Lors de sa 1re semaine, il atteint la 63e place du top fusionné (téléchargements + streaming). La semaine suivante, le chanteur se produit lors de la première demi-finale de Destination Eurovision et la chanson monte à la 45e place du top fusionné. Lors de sa 3e semaine, elle redescend à la 57e position. Lors de la quatrième semaine, Bilal Hassani remporte la finale de l'émission et le single atteint la 24e place du top fusionné français. Il monte d'un cran la semaine suivante, puis redescend à la 53e place. Lors de la semaine 7, il redescend à la 68e place. Ensuite, il descend à la 77e. Au cours du mois de mars, il continue de diminuer vers la 100e. Fin mars, il évolue hors du top 100, puis sort du top 200. Le titre a été certifié disque d'or plus d'un an après sa sortie.
Côté ventes physiques et téléchargées en France, le single connaît un chart-run différent, moins stable durant ses quatre premières semaines d'exploitation. En effet, le titre entre à la huitième place du classement (à la 7e au classement des téléchargements), tandis qu'il subit des chutes importantes les deux semaines suivantes atteignant la 18e place puis la 46e. Il réalise lors de quatrième semaine une importante remontée, se classant 7e. Le mois suivant, il subit de nouveau des baisses importantes et sort du top 50. Lors de la première semaine de mars, la chanson sort du top 100. Il reste ensuite dans le top 200 mais en sort durant la seconde partie du mois de mars. Il y ré-entre la semaine du 6 mai, puis atteint la 68e place la semaine suivante.
Pour ce qui est du streaming, la chanson n'a pas atteint les mêmes places que dans les classements de ventes traditionnelles. Cependant, du fait de la crise du disque et des téléchargements musicaux, le format streaming qui constitue des équivalents-ventes, a un impact plus important sur le total des ventes. Malgré l'absence de chiffres précis sur les équivalents-ventes provenant des streams (écoutes en streaming), il est possible de détailler les écoutes d'un des sites inclus dans les classements (Spotify) et de calculer les équivalents-ventes correspondantes en divisant par 150 le nombre d'écoutes. À titre d'exemple, le premier jour d'exploitation de la chanson, Spotify recensait sur son site 46 405 écoutes, la classant 103e du classement journalier. Si l'on calcule le nombre d'équivalents-ventes, on peut estimer que 309 unités ont été vendues lors du premier jour d'exploitation du titre. Au cours de sa première semaine d'exploitation, le single entre à la 80e place du top streaming général. Sur Spotify, le titre comptabilise 313 544 écoutes (2 090 équivalents-ventes) pour également une 103e place mais cette fois-ci au classement hebdomadaire. Les chiffres suivants sont également des estimations. La semaine suivante, le single monte à la 53e place du Top Streaming français avec plus de 2 547 unités écoulées. Lors de sa troisième semaine, la chanson descend à la 59e place avec plus de 2 645 unités. La quatrième semaine, après sa victoire à Destination Eurovision, le single atteint la 26e place du top avec plus de 4 144 unités. Il y reste la semaine suivante avec plus de 4 260 unités. Ainsi, au cours du premier mois d'exploitation, le titre connaît en streaming une ascension plus stable que le chart-run du classement des ventes traditionnelles en France. Lors de sa sixième semaine, il atteint plus de 3 571 unités pour une 52e place. La semaine suivante, il redescend à la 65e place avec plus de 3 241 unités écoulées. Lors de la semaine 8, il atteint plus de 2 613 unités.
Le titre a également intégré le classement radio, mais le nombre de diffusions radiophoniques n'est pas pris en compte comme équivalent-vente en France, contrairement à d'autres pays. Lors de sa quatrième semaine, la chanson atteint la 70e place du top radio SNEP. La semaine suivante, elle est 51e. Lors de sa sixième semaine, le single est 53e. Il descend ensuite à la 56e place.

#### À l'international
En Belgique, le titre a atteint la 4e place du top 50 de l'Ultratip Bubbling Under wallon, un classement qui recense les "tubes" potentiels n'ayant pas atteint le top 50 singles officiel de Wallonie. Le classement prend en compte les ventes (physiques et téléchargements), le streaming et les écoutes radios.
La chanson atteint dans plusieurs pays européens les classements quotidiens d'écoutes en streaming du site Spotify : les tops 200 de la Norvège, de la Suisse, de l'Espagne et des Pays-Bas; les tops 100 en Grèce, en Estonie et en Suède; ainsi que le top 40 en Lituanie. Le titre intègre également les classements hebdomadaires du même site dans plusieurs de ces pays, ainsi qu'à Malte et à Chypre. Cependant, il n'atteint pas les classements généraux de ces pays. En Islande, la chanson intègre les classements Spotify journalier (le top 20) et hebdomadaire (le top 40).
Le single a également atteint un classement à l'échelle européenne. Lors de la semaine du 2 février, il entre à la 67e place. La semaine suivante, il atteint la 51e, selon le site web Top40-Charts.com. À noter que le site ne précise pas les types de formats que recense ce classement, ni le nombre de pays total.
Le titre atteint également les tops quotidiens et hebdomadaire Spotify en Israël.
Selon le site Top40-Charts, le titre a atteint un classement radio recensant les tops 40 de 2 650 radios à travers le monde. Au cours de sa première semaine d'exploitation, le titre entre à la 49e place. La semaine suivante, il descend à la 53e. Durant la semaine du 26 janvier, il est 67e. Ensuite, il stagne à la 65e et à la 67e place. Toujours selon ce site, la chanson a atteint le classement des meilleures ventes (physiques et téléchargements) dans le monde. Celui-ci ne prend cependant pas en compte le streaming et les écoutes radios et ne se concentre que sur les tops 100 de 65 pays. Durant sa première semaine d'exploitation, le single entre à la 74e position de ce classement. Il est 76e la suivante. Il descend ensuite à la 89e place, puis à la 90e. Il fait une remontée importante lors de la semaine du 9 février, atteignant la 73e place. Malgré les règles particulières des classements musicaux évoqués ici, les différentes places atteintes par la chanson montrent un certain succès relativement rapide, si l'on compare cela aux autres singles du chanteur qui n'avaient pas atteint de classements. Au 26 mai 2019, le titre atteint plus de 5 400 000 d'écoutes sur Spotify (incluant la France).

## Vidéos
Une vidéo lyrics et un clip officiel ont été publiés sur la chaîne YouTube de l'artiste. Il y a également eu deux vidéos des prestations effectuées à Destination Eurovision, ainsi que deux vidéos de répétitions à l'Eurovision.

### Réalisation et sortie
Une vidéo lyrics où apparaissent les paroles a été publiée sur la chaîne YouTube de l'artiste le 4 janvier 2019.
Le 15 février 2019 est publiée sur la chaîne YouTube du chanteur le clip officiel de la chanson. La directrice de la production du clip est Anne Rivoallan. Laura Istace est la chargée de production. L'assistante de production est Charlotte Steppé. Le chef opérateur est Thierry le Mer. Augustin Bayle est l'assistant caméra.

### Scénario
Au début du clip vidéo, le chanteur est sans perruque, face à 3 miroirs dans une loge de spectacle. Il est habillé comme lors de sa prestation au cours de la finale de Destination Eurovision. Son costume comporte des épaulettes. Après avoir mis sa perruque, il se dirige vers la scène. Il n'y a d'abord personne. Il interprète sa chanson Roi. À la fin, il réalise un signe avec sa main, représentant une couronne. Un public l'applaudit.

### Apparition
Dans la lyric video, la chanteuse française Aya Nakamura fait une apparition. Le chanteur avait repris deux des chansons de celle-ci.

### Réception
Six mois après sa sortie, la vidéo officielle des paroles cumule à 14 millions de vues sur YouTube.
Celles des prestations de Destination Eurovision atteignent respectivement 4,5 et près de 7 millions de vues sur YouTube mi-mai 2019. Mais la chaîne de l'émission les supprime peu après.
En 15 heures, le clip officiel atteint près de 400 000 vues sur YouTube. À la sortie du clip, le site de la radio française Europe 1 présente le chanteur comme un artiste bousculant le genre masculin/féminin. Le chanteur y porte une perruque blonde et un habit foncé avec des épaulettes. Europe 1 indique qu'il « repousse les codes classiques de la masculinité, en empruntant au vestiaire féminin tout en s'affirmant comme un homme ». 4 mois après sa sortie, le clip totalise 11 millions de vues.
Début juillet 2019, les prestations en live officielles de la première demi-finale et de la finale de l'Eurovision cumulent respectivement 2,4 et 3 millions de vues sur YouTube.

## Interprétations en direct
Au cours des émissions Destination Eurovision 2019, diffusées sur France 2, le chanteur a interprété deux fois le titre. La première prestation a eu lieu le 12 janvier 2019. Lors de celle-ci, l'artiste apparaît vêtu d'une tenue blanche et porte une perruque blonde. L'un des jurés francophones de l'émission André Manoukian a indiqué que l'accent avait été mis sur le côté féminin/masculin. La deuxième performance en live a eu lieu au cours de la finale du concours national français de l'Eurovision le 26 janvier 2019. Le chanteur porte cette fois-ci une tenue foncée avec des épaulettes, ce qui peut rappeler un habit d'un roi. Un signe de la main revient souvent au cours de la prestation, il représente une couronne[réf. nécessaire].
Le 23 février 2019, le chanteur a interprété en tant qu'invité sa chanson lors de la finale de Vidbir 2019, le concours national ukrainien visant à élire l'artiste représentant à l'Eurovision. L'émission a été diffusée sur la chaîne STB,.
Le 27 avril 2019, l'artiste a chanté Roi, accompagné d'un pianiste dans l'émission française On n'est pas couché sur la chaîne France 2. Les chroniqueurs et le présentateur Laurent Ruquier ont indiqué avoir apprécié la prestation.
Peu avant la diffusion en direct de la première demi-finale le 14 avril 2019, le chanteur se produit sur la scène du Tel Aviv Convention Center. Un extrait de sa prestation est diffusé lors de la diffusion en direct.

## Liste des titres
| 1. | Roi | Bilal Hassani, Émilie Satt, Jean-Karl Lucas | Bilal Hassani, Émilie Satt, Jean-Karl Lucas, Medeline | 2:57 |

## Classements
| Classements hebdomadaires (2019)                  | Meilleure position |
| ------------------------------------------------- | ------------------ |
| Belgique (Wallonie Ultratip 50)                   | 4                  |
| France (SNEP Radio)                               | 49                 |
| France (SNEP Megafusion)                          | 23                 |
| France (SNEP Streaming)                           | 26                 |
| France (SNEP Téléchargement)                      | 7                  |
| France (Top Ventes) (SNEP)                        | 7                  |
| Europe (Europe Official Top 100)                  | 51                 |
| Monde - Airplay (World Official Top 100)*1        | 49                 |
| Monde - Ventes (World Singles Official Top 100)*² | 73                 |

*1 Classement basé sur les tops 40 de 2 650 radios.
*² Classement basé sur les tops 100 de singles les plus vendus (téléchargements + ventes physiques) dans 65 pays

## Ventes
| Pays     | Organisme         | Certification | Unités  | Référence |
| -------- | ----------------- | ------------- | ------- | --------- |
| Belgique | Ultratop          |               | 114+    | [ 60 ]    |
| France   | SNEP              | Or            | 100 000 | [ 60 ]    |
| Norvège  | VG-lista          |               | 70+     | [ 60 ]    |
| Pays-Bas | NVPI              |               | 149+    | [ 60 ]    |
| Suède    | Sverigetopplistan |               | 954+    | [ 60 ]    |

| Pays    | Organisme  | Certification | Nombre d'écoutes |
| ------- | ---------- | ------------- | ---------------- |
| Espagne | Promusicae |               | 30 605           |

Note: les chiffres indiqués ci-dessus (excepté les ventes françaises) proviennent d'un seul site d'écoute en streaming. Il manque les autres pris en compte par les différents classements officiels. Certains pays n'ont pas de classements incluant le streaming. Certains ne décernent pas de certifications musicales (argent, or, notamment). De plus, les classements officiels français ne prennent pas en compte les écoutes ne provenant pas de comptes utilisateurs. Le total des écoutes acceptées est divisé par 150. Les règles varient suivant les pays. Il manque également les ventes traditionnelles (excepté pour la France). Ces chiffres sont donc des estimations (excepté pour la France).

## Historique de sortie
| Pays ou région | Date           | Format                   | Label    |
| -------------- | -------------- | ------------------------ | -------- |
| Monde entier   | 4 janvier 2019 | Téléchargement numérique | Low Wood |